# Xystrocera marginipennis
Xystrocera marginipennis är en skalbaggsart som beskrevs av Murray 1870. Xystrocera marginipennis ingår i släktet Xystrocera och familjen långhorningar.
Artens utbredningsområde är:
- Benin.
- Ghana.
- Nigeria.
- Togo.

Inga underarter finns listade i Catalogue of Life.